# Santa Venera
Santa Venera és un municipi de Malta. En el cens de 2005 tenia 6075 habitants i una superfície de 0,9 km². Els cavallers de l'Orde de Sant Joan de Jerusalem hi van construir un aqüeducte, sota el mestratge d'Alof de Wignacourt durant el segle xvii.

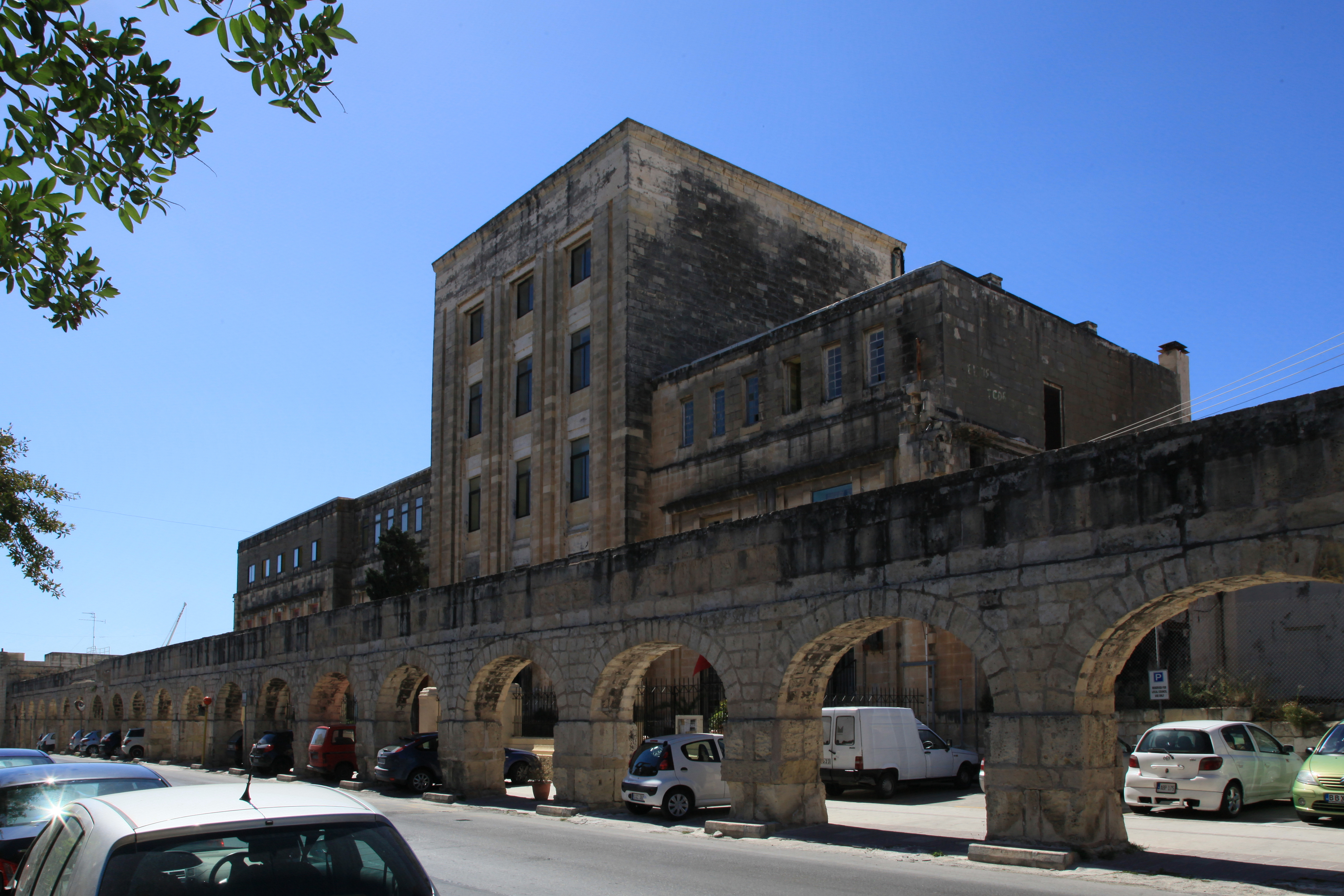
Aqüeducte de Wignacourt a Santa Venera.